# Фокер F.XI
Фокер F.XI / Fokker F.XI или Fokker Universal је једномоторни, вишеседи, висококрилaц авион, мешовите класичне конструкције који се користио као путнички, транспортни авион између два рата. (У Европи се авион звао Фокер F.XI а у Америци Fokker Universal).

## Пројектовање и развој
За пројектовање овог авиона није постојао никакав захтев неког од авио оператера. Фокер је сам предвидео потребу за авионом од 4 до 5 путника за кратка и средња растојања па је фактички извршио модернизацију застарелог авиона F.II. Фокер Универсал је први пут полетео 1925. а холандски F.XI 1929. године.

## Технички опис
Труп авиона Фокер F.XI је био правоугаоног попречног пресека.  Носећа структура трупа авиона је била направљена као решеткаста заварена конструкција направљена од танкозидих челичних цеви високе чврстоће а облога трупа је била делимично од дуралуминијумског лима и импрегнираног платна (кљун авиона је био обложен лимом а путничка кабина и реп су били обложени импрегнираним платном). Улаз у авион са степеништем се налазио на левој бочној страни трупа авиона. Кокпит пилота је био смештени у затвореној кабини, која се налазила у кљуну трупа авиона, до кога се стизало пролазима кроз путничку кабину /теретни простор.  Планирано је да тај простор буде простран тако да се у њега без проблема могла сместити комплетна посада и путници са пртљагом. У путничкој кабини је било два реда се по два седишта у реду.
Погонска група први прототип авиона Фокер  је био опремљен радијалним ваздухом хлађеним мотором Lorraine Dietrich 7A снаге 176  (240 KS)  а друга два авиона су била опремљена мотором Gnome-Rhone Jupiter VI снаге 330 kW (450 KS) и двокраком металном елисом. Овај поуздан мотор се у Европи користио све до 1936. године.
Авиони Fokker F.XI (Fokker Universal) су били опремљени радијалним ваздухом хлађеним мотором  Wright J-5 снаге 164  (220 KS) и двокраком металном елисом.
Крило је било једноделно, није било самоносеће, већ је са обе стране било са по паром порупирача ослоњено на дно трупа авиона. Конструкција крила је била од дрвета са две дрвене рамењаче, а облоге делом од дрвене лепенке (шпер плоче) а делом од импрегнираног платна. За чврсте рамењаче су везивани остали елементи авионске конструкције као што су упорнице и стајни трап. Покретни делови крила су такође имали конструкцију од дрвета док им је облога била од импрегнираног платна. Геометријски посматрано, половина крила је имала облик једнакокраког трапеза, са заобљеним крајем. Осна линија крила је била управна на осу трупа авиона. Главни резервоари за гориво су се налазили у делу крила изнад трупа авиона.
Репне површине су класичне и састоје се од вертикалног и два хоризонтална стабилизатора, кормила правца и висине. Сви елементи су имали конструкцију од челичних цеви а облогу од импрегнитаног платна. Хоризонтални стабилизатори су упорницама са доње стране били ослоњени на труп авиона а са горње стране су били затезачима причвршћени за вертикални стабилизатор и на тај начин додатно укрућени.
Стајни трап је био класичан фиксан са великим предњим точковима. Састојао се од троугласте виљушке причвршћене за труп авиона и вертикални носач у коме је био уграђен уљани амортизер. Размак између точкова је био доста велики а и концентрација маса се налазила унутар размака па је стабилност при слетању и полетању овог авиона била задовољавајућа. На крају репа авиона налазила се еластична дрљача као трећа ослона тачка авиона. Уместо точкова могу се на стајни трап монтирати скије или пловци код хидроавиона.

## Верзије
- прототип - модел са мотором Lorraine Dietrich 7A снаге 176  (240 ) (произведен 1 ком).
- - модел са мотором Gnome-Rhone Jupiter VI снаге 176  (240 ) (произведено 2 ком).
- Universal - модел са мотором Wright J-5 снаге 164  (220 KS) (произведено 44 ком).

## Земље које су користиле авион Фокер
| - Аустрија - Аустралија - Канада - Куба | - Хондурас - Мађарска - Сједињене Државе - Швајцарска |

## Оперативно коришћење
Један F.XI је прво био у служби Горске службе спаса Швајцарске, а затим у Аустријској алпској служби спасавања. Друга два су била у служби у мађарском Малерту.
Амерички Фокер F.XI (Универзал) су коришћени у САД, Канади, Аустралији, Куби и Хондурасу.